# Ludwigomyces parasiticus
Ludwigomyces parasiticus är en svampart som beskrevs av Kirschst. 1939. Ludwigomyces parasiticus ingår i släktet Ludwigomyces, divisionen sporsäcksvampar och riket svampar.   Inga underarter finns listade i Catalogue of Life.